# Verfassung des Freistaates Bayern

Großes Wappen des Freistaats Bayern

Die Verfassung des Freistaates Bayern (kurz: BV, BayVerf oder Verf BY) ist die Landesverfassung des Freistaates Bayern. Sie trat am 8. Dezember 1946 in Kraft und gab dem Freistaat Bayern nach der Gleichschaltung im Nationalsozialismus und der Zeit der US-amerikanischen Militärregierung eine neue Grundlage seiner staatlichen Existenz. Sie ist in der Bayerischen Verfassungsgeschichte nach der Konstitution von 1808, der Verfassung des Königreichs Bayern von 1818 und der Bamberger Verfassung des Jahres 1919 das vierte Verfassungsdokument des bayerischen Staates.
Die Verfassung des Jahres 1946 ist geprägt von einem betont föderalistischen und historisch untermauerten Staatlichkeitsanspruch, vom christlichen Staats- und Menschenbild sowie von Gemeinwohl-Vorstellungen sowohl christlich-konservativer als auch sozialdemokratischer Denktraditionen. Zudem finden sich vor allem im Wirtschaftsteil starke sozialdemokratische Ideen. Insgesamt stellt der Verfassungstext einen gewollten Kompromiss zwischen den führenden christsozialen und sozialdemokratischen Vorstellungen und Politikern dar. Die Verfassung schuf einen demokratischen Freistaat mit einem Zweikammersystem aus Landtag und Senat, einer starken Staatsregierung und einem unabhängigen Verfassungsgerichtshof. Sie garantierte die Grundrechte und legte demgegenüber auch Grundpflichten fest. Da anders als bei den Beratungen der Bamberger Verfassung im Jahr 1919 noch keine Bundesverfassung vorlag, umfasst die Verfassung des Freistaates Bayern alle staatlich relevanten Lebensbereiche, also neben dem Staatsaufbau und den Grundrechten auch das Zusammenleben in der Gemeinschaft und das Wirtschaftsleben.
Die bayerische Verfassung regelt die Selbständigkeit des Freistaates als Land der Bundesrepublik Deutschland und das staatliche System Bayerns. Mit Gründung der Bundesrepublik Deutschland 1949 gilt für Regelungen, die dem Grundgesetz widersprechen, der Grundsatz „Bundesrecht bricht Landesrecht“ (Art. 31 GG).

## Geschichte

### Vorgeschichte
Anfang des Jahres 1946 wies der stellvertretende Militärgouverneur der US-amerikanischen Besatzungszone Lucius D. Clay die Ministerpräsidenten der Länder Bayern, Hessen und Württemberg-Baden an, dass binnen Jahresfrist in den Ländern demokratische Verfassungen verabschiedet werden sollten, auf deren Grundlage demokratisch legitimierte Länderregierungen entstehen konnten.
Mit dieser in der Besatzungsmacht umstrittenen Anordnung wollte Clay einerseits die demokratische Reeducation befördern, andererseits den hohen Kosten begegnen, die die Verwaltung der Besatzungszone durch den Militärregierungsapparat verursachte.

### Vorbereitender Verfassungsausschuss

Wilhelm Hoegner (1930 oder früher) gilt als „Vater der Bayerischen Verfassung“

Für Bayern gab Walter J. Muller, der Leiter des Office of Military Government for Bavaria (OMGB), am 8. Februar 1946 die Anweisung, einen vorbereitenden Verfassungsausschuss zu bilden. Der amtierende Ministerpräsident Wilhelm Hoegner berief daraufhin ein Expertengremium mit Vertretern aus Staatsregierung und Parteien. Neben Hoegner als Vorsitzendem gehörten dem Ausschuss Innenminister Josef Seifried, Arbeitsminister Albert Roßhaupter und Bürgermeister Thomas Wimmer für die SPD, Sonderminister Heinrich Schmitt für die KPD sowie Staatskanzleichef Anton Pfeiffer, Justizstaatssekretär Hans Ehard und Oberbürgermeister Karl Scharnagl für die CSU an. Der österreichische Staats- und Verfassungsrechtler Hans Nawiasky nahm als beratendes Mitglied an den Sitzungen teil.
Der vorbereitende Verfassungsausschuss konstituierte sich am 8. März 1946. Bereits zu Zeiten seines Schweizer Exils hatte Wilhelm Hoegner Vorarbeiten für eine mögliche spätere Verfassung gelegt und konnte daher bereits einen ersten umfassenden Entwurf präsentieren, der im Wesentlichen auf die Weimarer und Bamberger Verfassungen aufbaute, deren erkannte Schwächen aber zu vermeiden suchte und die Eigenstaatlichkeit Bayerns betonte. Der Hoegner-Entwurf sah ein Einkammersystem mit parlamentarischer Kontrolle der Staatsregierung vor, bevorzugte eine genossenschaftlich orientierte, dirigistische Wirtschaftsverfassung und zeigte Verständnis für die kirchliche Bekenntnisschule. Bereits in diesem Entwurf ist der Wille zum Konsens zwischen Sozialdemokratie und Christdemokratie deutlich erkennbar. Bereits während der Beratungen wurde der Entwurf in einigen Punkten modifiziert: Das zunächst vorgesehene Misstrauensvotum wurde zugunsten einer festen vierjährigen Amtszeit des Ministerpräsidenten fallengelassen und das Wahlrecht mit einer Sperrklausel versehen. Der Großteil der strittigen Fragen (Wahlrecht, zweite Kammer, eigener Staatspräsident) blieb dagegen den eigentlichen Verfassungsberatungen vorbehalten. Bereits am 20. Mai 1946 konnte der Entwurf dem OMGB vorgelegt werden, das für den 30. Juni Wahlen zu einer Verfassunggebenden Landesversammlung anordnete; der Entwurf zusammen mit Ergänzungsvorschlägen sollte als Arbeitsgrundlage dienen.

### Verfassunggebende Landesversammlung
Die Wahlen am 30. Juni ergaben eine deutliche Mehrheit für die CSU. Sie erhielt 58,3 Prozent und 109 von 180 Sitzen. Die SPD erreichte 28,8 Prozent und 51 Sitze, die KPD 5,3 Prozent und 9 Sitze, die WAV 5,1 Prozent und 8 Sitze und die FDP 2,5 Prozent und 3 Sitze.
→ Liste der Mitglieder der Verfassunggebenden Landesversammlung
Trotz der komfortablen christsozialen Mehrheit waren sich CSU und SPD darin einig, dass die neue Verfassung eine breite gesellschaftliche Zustimmung benötigte, um als dauerhafte Staatsgrundlage anerkannt zu werden. Die zentralen Beratungen fanden daher in großer Konsensorientierung der beiden großen Parteien in einem Verfassungsausschuss statt, in den die CSU 12, die SPD 6 und die drei kleineren Parteien jeweils einen Vertreter entsandten. Einigungs- und Kompromisslinien wurden in dem Verfassungsausschuss stets von einer kleinen informellen Gruppe aus Hoegner, Seifried, Ehard, Alois Hundhammer und Michael Horlacher gefunden. Wie bereits im vorbereitenden Ausschuss, hatte auch im Verfassungsausschuss Hans Nawiasky als beratender Experte entscheidenden Einfluss auf die Ausgestaltung der Verfassung.

### Grundpositionen der Parteien
Die CSU verzichtete trotz ihrer Mehrheit auf einen eigenen Verfassungsentwurf. Die neu entstandene Partei war in ihrer Programmatik noch nicht genügend gefestigt, um in allen Punkten zu einer übereinstimmenden Haltung zu kommen. Ihre Vorstellungen waren aber von christlichen und föderativen Grundüberzeugungen geprägt. Ein Staatspräsident sollte als Symbol der bayerischen Eigenstaatlichkeit fungieren und zusätzlich ebenso einen ruhenden Stabilitätsanker im politischen Alltagsbetrieb bilden wie eine zweite Parlamentskammer, in der Verbände und Korporationen repräsentiert sein sollten. Die CSU wollte darüber hinaus die Bedeutung von Ehe und Familie betont wissen und die Bekenntnisschule als Regelschulform verankern.
Auch der bayerische Landesverband der SPD vertrat unter Wilhelm Hoegners Einfluss eine – im Gegensatz zur restlichen deutschen Sozialdemokratie äußerst ungewöhnliche – föderalistische Position. Sie traf sich darin ebenso mit der CSU wie in der grundsätzlichen Vorstellung der künftigen Wirtschaftsverfassung, die einen gemäßigten Weg zwischen Dirigismus und Marktwirtschaft einschlagen sollte. In den schul- und gesellschaftspolitischen Fragen erkannte die SPD die Entschlossenheit der CSU, christdemokratisch-konservative Positionen durchzusetzen. Klare Konfliktlinien gab es in der sozialdemokratischen Betonung der Legislative, die eine Ablehnung der Institutionen des Staatspräsidenten und einer zweiten Kammer zur Folge hatte, und der Forderung nach einem Wahlsystem, das auf dem Verhältniswahlrecht basieren sollte, wohingegen die CSU ein für sie als Mehrheitspartei günstigeres Mehrheitswahlrecht favorisierte.
Die drei kleinen Parteien konnten nicht entscheidend zu den Verhandlungen beitragen. Die KPD forderte eine Bodenreform und die Verstaatlichung der Wirtschaft sowie eine stärkere Betonung der deutschen Einheit. Die hervorstechende Forderung der WAV war die Verankerung starker plebiszitärer Elemente und die FDP stand wegen ihrer gesamtdeutschen Orientierung dem Verfassungsgebungsprozess in Bayern ohnehin skeptisch gegenüber und beharrte auf einer marktwirtschaftlichen Wirtschaftsordnung sowie einer strikten Trennung von Staat und Kirche.

### Verhandlungen und Konflikte
Einige grundlegende Bestimmungen der Verfassung wurden im Wesentlichen ohne große Diskussion aus dem Entwurf des vorbereitenden Ausschusses übernommen und prägten die Verfassung grundlegend.
Das Inkrafttreten der Verfassung bedeutete auch die Wiedererlangung der Staatsqualität für Bayern. Die Verfassung bewegte sich beginnend mit der Präambel über die Festlegung der Staatssymbole und einer eigenen bayerischen Staatsbürgerschaft bis zu den Deutschlandbestimmungen auf einem klar föderalistischen Boden. Die amerikanische Militärregierung hatte zwar zur Bedingung gemacht, dass die bayerische Verfassung keine für eine künftige deutsche Verfassung präjudizierende Wirkung haben dürfe. Dennoch enthielt der Artikel 178 die Bestimmung, dass Bayern nur einem deutschen Bundesstaat beitreten sollte.
Die Staatsregierung und hier besonders der Ministerpräsident erhielten eine sehr viel stärkere Stellung als dies in der Bamberger Verfassung der Fall gewesen war. Mit der Zubilligung der Richtlinienkompetenz für den Ministerpräsidenten wurde die im Königreich und der Weimarer Zeit bestehende Kollegialstruktur des Ministerrates nicht fortgeführt. Der Verzicht auf ein Staatspräsidentenamt, die Festlegung einer festen Amtszeit des Ministerpräsidenten und damit der Verzicht auf das von Hoegner noch vorgesehene Misstrauensvotum festigte die Stellung des Ministerpräsidenten als Staatsoberhaupt und Regierungschef in einer bis dahin ungekannten Weise.
War der Landtag also bereits durch die Ausgestaltung des Ministerpräsidentenamtes in seiner von der SPD ursprünglich gewollten starken Stellung beschnitten, so enthielt die Verfassung darüber hinaus auch noch eine Reihe von plebiszitären Elementen, die allerdings das Primat der repräsentativen Demokratie nicht brechen.
Der Katalog der Grundrechte umfasste wesentlich mehr Punkte als in der Bamberger Verfassung von 1919 und nahm erstmals auch verschiedene Grundpflichten der Bürger mit auf. Anders als in der Weimarer Republik wurden die Grundrechte unmittelbar beim Verfassungsgerichtshof einklagbar.
Dieser Verfassungsgerichtshof war ebenfalls eine Neuerung, die auf Initiative Hans Ehards einmütig im Verfassungsausschuss beschlossen wurde. Er sollte die demokratisch-verfassungsmäßige Staatsordnung garantieren und neben Ministeranklagen das Normenkontrollrecht ausüben. Neben Verfassungsbeschwerden wurde ihm auch explizit die sogenannten Popularklage zugewiesen.
Die inhaltlich kontroversen Diskussionen drehten sich im Wesentlichen um fünf Konfliktfelder: Im Vordergrund standen die Frage nach einem bayerischen Staatspräsidenten, einer zweiten Parlamentskammer und nach dem Wahlrecht. Daneben kam es in der Kirchen- und Schulverfassung sowie der Wirtschaftsordnung zu größeren Diskussionen.
Die Idee eines Bayerischen Staatspräsidenten war bereits in der Weimarer Zeit eine Forderung, die die Bayerische Volkspartei erfolglos in die Diskussion gebracht hatte. Den führenden CSU-Verfechtern im Verfassungsausschuss war die Instabilität der Regierungen in der Weimarer Republik noch präsent und daher wollten sie einen Staatspräsidenten als Stabilisator, der in möglichen Staatskrisen ohne eine mehrheitsfähige Staatsregierung die Handlungsfähigkeit des Staates garantieren sollte. Zum zweiten sollte das Amt als Repräsentant bayerische Staatlichkeit und Souveränität ausdrücken.
Um der SPD die Zustimmung zu ermöglichen, einigten sich die führenden CSU-Politiker darauf, die Rechte des Amtes im Vergleich etwa zum Reichspräsidenten der Weimarer Verfassung weit einzuschränken. Der Staatspräsident sollte im Fall einer andauernden Regierungskrise den Landtag auflösen können und ein abgeschwächtes Notstandsrecht zugestanden bekommen.
Die drei kleinen Parteien lehnten das Amt kategorisch ab. In der CSU selbst war die Meinung gespalten: Der altbayerisch-konservativer Flügel um Fritz Schäffer und Alois Hundhammer trat für den Staatspräsidenten ein, der in der Fraktion schwächer vertretene fränkisch-liberale Flügel um den Parteivorsitzenden Josef Müller war dagegen. Auch die SPD war in der Frage nicht einig. Wilhelm Hoegner und die Regierungsmitglieder plädierten für den Kompromissvorschlag, weil sie vermuteten, die CSU könne sonst alle anderen bereits gefundenen Kompromisse platzen lassen. Die Mehrheit der Fraktion stellte sich allerdings dagegen, weil sie eine starke Stellung der Legislative verfocht und fürchtete, die CSU wolle insgeheim über das Staatspräsidentenamt die Wittelsbacher-Monarchie wieder einführen. So kam es in der Abstimmung am 12. September zur denkbar knappen Mehrheit von 85:84 Stimmen bei 4 Enthaltungen gegen die Einführung des Staatspräsidentenamtes. Auch in einer neuerlich angesetzten Abstimmung am 20. September hatte diese Mehrheit (dieses Mal mit 87 Nein-Stimmen) Bestand.
Wie die Forderung nach einem Staatspräsidenten stammt auch das Konzept einer zweiten Parlamentskammer aus der Programmatik der BVP in den 1920er Jahren. Bereits im Königreich Bayern hatte es eine sogenannte „Erste Kammer“ der Reichsräte gegeben, die als aristokratisches Gegengewicht zur „Zweiten Kammer“ der Abgeordneten fungierte. Die Forderung nach einer zweiten Kammer speiste sich im Wesentlichen aus denselben Überzeugungen wie beim Staatspräsidenten. Sie sollte ein Gegengewicht zum parteipolitischen Denken in der Tagespolitik darstellen und gleichzeitig als Vertretung der Berufsstände das Volk repräsentieren, das ja nicht nur in politischen Parteien organisiert war. Die zweite Kammer sollte damit im Konzept der CSU einer sachlichen Abschätzung der Politik dienen. Das aus der Weimarer Zeit herrührende Misstrauen in die politischen Parteien war aus der Diskussion um die zweite Kammer deutlich herauszulesen. Hans Nawiaski schlug als Diskussionsgrundlage eine berufsständische Vertretung mit Vertretern der verschiedenen Körperschaften des Landes vor, die im Gesetzgebungsprozess entweder gleichberechtigt mit dem Landtag sein, ein Vetorecht haben oder nur beratend tätig sein konnte. Nach langen internen Diskussionen einigte sich die SPD darauf, einer zweiten Kammer zuzustimmen, wenn dieser nur beratende Rechte zugebilligt würden und damit das Prinzip der Volkssouveränität gewahrt bliebe. Auf dieser Linie entschied die Vollversammlung am 27. August mit den Stimmen von CSU und SPD, dass eine „Senat“ genannte zweite Kammer als berufsständische Vertretung mit gutachterlicher Funktion bei der Gesetzgebung eingerichtet werden sollte.
In der Frage des Wahlrechts war die Einführung einer Sperrklausel gegen die aus den in den Weimarer Parlamenten bekannte Parteienzersplitterung bei CSU und SPD unumstritten und die Debatten drehten sich um die konkrete Ausgestaltung. Während die drei kleinen Parteien eine solche Klausel kategorisch ablehnten und die SPD keine klare Position durchzusetzen versuchte, setzte die CSU mit der Mehrheit ihrer Stimmen im Verfassungsausschuss schließlich durch, dass eine Partei mindestens 10 Prozent der Stimmen in einem Wahlkreis erhalten musste, um bei der Sitzverteilung berücksichtigt zu werden.
Der zweite Punkt, der im Komplex des Wahlrechts entschieden werden musste, war das Wahlsystem. Sowohl die Verfassunggebende Landesversammlung als auch die Landtage der Weimarer Zeit wurden nach dem Verhältniswahlrecht bestimmt. Die CSU wollte aber ein Mehrheitswahlrecht durchsetzen, um dem Staat durch ein sich dadurch tendenziell herausbildendes Zweiparteiensystem größere Stabilität zu geben als dies bei Mehrparteienkoalitionen in der Vergangenheit der Fall gewesen war. Im Gegensatz zur Sperrklausel setzte die CSU hier wieder auf einen Kompromiss mit der Sozialdemokratie und beschloss im Ausschuss ein sogenanntes „verbessertes Verhältniswahlrecht“. Es sah vor, dass die Hälfte der Mandate in Stimmkreisen nach dem Mehrheitswahlrecht vergeben werden sollten, die andere Hälfte in mit den Regierungsbezirken identischen Wahlkreisen über eine Parteiliste.
Bei den Bestimmungen der Kirchen- und Schulartikel vertrat die bayerische SPD im Unterschied zur eigentlich traditionellen sozialdemokratischen Programmatik eine sehr kompromissbereite Haltung. An der Fortgeltung der Verträge mit den christlichen Kirchen aus dem Jahr 1925 (u. a. das Bayerische Konkordat) bestand kein Zweifel. Nach eigenem Zeugnis war Wilhelm Hoegner der Überzeugung, „dass der Staat für einen sittlichen Neuanfang in dem stark religiös geprägte Land auf die Kirchen nicht verzichten konnte“ und deshalb bereit, der CSU in ihrer kirchenfreundlichen Position weitgehend zu folgen. Die CSU setzte de facto die Bekenntnisschule als Regelschule durch und akzeptierte die Gemeinschaftsschule lediglich in gemischtkonfessionellen Orten, in denen ein entsprechender Antrag aus der Elternschaft kam. Die von der CSU forcierte und von der SPD nicht blockierte christliche Fundierung der Verfassung wurde neben dem expliziten Gottesbezug in der Präambel in den Schulartikeln am deutlichsten formuliert, etwa in den Obersten Bildungszielen.
Einen letzten Diskussionspunkt bildete schließlich der Abschnitt „Wirtschaft und Arbeit“, der im Gegensatz zum späteren Grundgesetz auch deutlich sozialistische Motive enthielt. Dies hat mehrere Gründe: Zum einen bestand auch in der Christdemokratie ein starker Flügel vor allem aus Vertretern der christlichen Gewerkschaften und Bauernvereinigungen, die marktkritische und stark gemeinwohlorientierte Positionen auf Basis der katholischen Soziallehre vertraten. Zum anderen schien den führenden Politikern eine Übergangsphase starker staatlicher Aktivität in der Wirtschaftslenkung nach dem wirtschaftlichen Zusammenbruch 1945 unumgänglich. Da die CSU zeitlich parallel mit der SPD in der Staatspräsidentenfrage verhandelte, war die Kompromissbereitschaft umso größer. So wurde Wilhelm Hoegners Konzept einer genossenschaftlich fundierten Wirtschaftsordnung, die auch staatliche Planung und Sozialisierungen vorsah, weitgehend unverändert angenommen. Die CSU setzte ergänzend die Garantie des Privateigentums durch. Erst nach Intervention der US-amerikanischen Militärregierung wurde der Entwurf deutlich abgeschwächt. Die ursprünglich vorgesehene staatliche „Planung“ der Wirtschaft musste einer lediglich „Lenkung“ („ordnende Herstellung und Verteilung“) weichen und der Sozialisierungsartikel wurde in eine Kann-Bestimmung abgeschwächt. Nachdem sich die Staatspräsidentenfrage erledigt hatte und die SPD schon befürchtete, die CSU könnte die Bestimmungen im Wirtschaftsteil scheitern lassen, war dies nach der US-Intervention, die inhaltlich sehr nahe an den eigentlichen CSU-Positionen lag, kein Thema mehr.
Waren die Kirchen- und Schulartikel weitgehend im Rahmen der christdemokratischen Programmatik gehalten und betonten den christlichen Charakter der Verfassung, so konnte die Sozialdemokratie im Gegenzug in den Wirtschaftsartikeln ihre Grundsätze relativ stark einbringen und die Gemeinwohlorientierung der Wirtschaft betonen, ohne jedoch eine staatliche Planwirtschaft zu präjudizieren.

### Annahme und Inkrafttreten
Am 20. September 1946 nahm die Verfassunggebende Landesversammlung den im Verfassungsausschuss entworfenen Text mit den Stimmen von CSU und SPD an. Die amerikanische Militärregierung erhob in der Folge Einspruch gegen eine Reihe von Bestimmungen, denen der Verfassungsausschuss am 11. und 22. Oktober im Wesentlichen entsprach. Unter anderem musste der Ausschluss der Öffentlichkeit bei Landtagssitzungen näher definiert und das Notstandsrecht befristet werden. Darüber hinaus musste aufgenommen werden, dass korporative Selbstverwaltungsorgane keine staatlichen Hoheitsrechte ausüben durften, und die Senatoren nach demokratischen Grundsätzen gewählt werden mussten. Anderen Bedenken zur Bayerischen Staatsangehörigkeit oder dem Wahlmodus für die Landräte wurde dagegen keine Rechnung getragen.
Am 24. Oktober 1946 genehmigte Lucius D. Clay die Verfassung in einem Schreiben an den Präsidenten der Landesversammlung, setzte aber die in Artikel 178 genannten Bedingungen für  einen  Beitritt  Bayerns  zu  einem  künftigen deutschen Bundesstaat außer Kraft.
Damit konnte in der Landesversammlung am 26. Oktober 1946 die endgültige Abstimmung stattfinden, bei der die Verfassung mit 136:14 Stimmen angenommen wurde. CSU und SPD stimmten für die Annahme, die kleinen Parteien KPD, WAV und FDP dagegen.
In der anschließenden Volksabstimmung am 1. Dezember 1946 erhielt die Verfassung eine Zustimmung von 70,6 Prozent bei einer Wahlbeteiligung von 75,7 Prozent. Damit konnte Ministerpräsident Wilhelm Hoegner die Verfassungsurkunde am 2. Dezember ausfertigen und die Verfassung des Freistaates Bayern trat am 8. Dezember 1946 mit ihrer Veröffentlichung im bayerischen Gesetz- und Verordnungsblatt in Kraft.
Eine Urschrift der Verfassungsurkunde von 1946 existiert nicht. Nach Hoegner habe die Urkunde „notig“ ausgesehen, weil sie auf „etwas besseres Durchschlagpapier“ getippt worden sei. Josef Müller meinte, die Verfassung sei nicht das erste Schriftstück, das in Bayern spurlos verschwunden sei.

### Spätere Änderungen
Die Regeln zur Änderungen der Verfassung finden sich in Artikel 75. Eine Änderung, die dem demokratischen Grundgedanken der Verfassung widerspricht, ist unzulässig. Zur Änderung der Verfassung ist normalerweise eine Zweidrittelmehrheit im Landtag und eine Zustimmung durch das Volk im Rahmen eines Volksentscheids notwendig. Die Verfassung kann auch ohne die Zustimmung des Landtags über ein Volksbegehren durch einen Volksentscheid geändert werden.
1. 22. Juli 1968: Christliche Gemeinschaftsschule statt katholische respektive evangelische Konfessionsschule
2. 15. Juni 1970: Herabsetzung des aktiven Wahlalters von 21 auf 18 Jahre und des passiven Wahlalters von 25 auf 21 Jahre.
3. 19. Juli 1973: u. a.: Änderung der Sperrklausel von 10 Prozent in einem Wahlkreis auf 5 Prozent im ganzen Land; ausdrückliche Festlegung der Freiheit des Rundfunks
4. 20. Juni 1984: Schutz der Lebensgrundlage in Verfassung verankert
5. 27. Oktober 1995: Einführung von Bürgerbegehren und Bürgerentscheid auf kommunaler Ebene
6. 8. Februar 1998: u. a. Abschaffung des Senats (→ Volksentscheid zum Bayerischen Senat); Verlängerung der Landtags-Wahlperiode auf fünf Jahre; Einfügung eines Satzes zur Rolle der parlamentarischen Opposition; Angleichung des Artikels 100 (Menschenwürde, bisher: Würde der menschlichen Persönlichkeit) an den Wortlaut des Grundgesetzes (Art. 1 Abs. 1 GG); Streichung der schon durch Art. 102 GG gegenstandslos gewordenen Ausführungsbestimmung zur Todesstrafe; redaktionelle Änderungen
7. 21. September 2003: u. a.: Einfügung des Konnexitätsprinzips und Herabsetzung des passiven Wahlalters von 21 auf 18 Jahre.

## Inhalt
Die Verfassung des Freistaates Bayern ist in vier Hauptteile gegliedert, denen die Schluss- und Übergangsbestimmungen folgen. Hinsichtlich des Aufbaus – Staat, Grundrechte, Gemeinschaftsleben, Wirtschaft – ist der Einfluss der Weimarer Verfassung unverkennbar.

### Präambel
Die Präambel war im ursprünglichen Entwurf noch nicht vorgesehen, diese wurde von Alois Hundhammer verfasst und auf dessen Initiative dem Verfassungstext vorangestellt. In staatsmännischer Kompromissbereitschaft wurde durch die Formulierung der Präambel ein Bekenntnis zu Gott in den Verfassungstext eingebracht, ohne eine explizit religiöse Staats- und Verfassungslegitimation einzufügen, die gegenüber den anderen Parteien kaum zu vermitteln gewesen wäre. Der Text der Präambel lautet:
„Angesichts des Trümmerfeldes, zu dem eine Staats- und Gesellschaftsordnung ohne Gott, ohne Gewissen und ohne Achtung vor der Würde des Menschen die Überlebenden des Zweiten Weltkrieges geführt hat, in dem festen Entschlusse, den kommenden deutschen Geschlechtern die Segnungen des Friedens, der Menschlichkeit und des Rechts dauernd zu sichern, gibt sich das bayerische Volk, eingedenk seiner mehr als tausendjährigen Geschichte, nachstehende demokratische Verfassung.“

### Erster Hauptteil: Aufbau und Aufgaben des Staates
Der erste Hauptteil widmet sich „Aufbau und Aufgaben des Staates“. In einem ersten Abschnitt werden die „Grundlagen des bayerischen Staates“ behandelt. Es ist dort festgelegt, dass Bayern ein Freistaat ist, dass das Volk Träger der Staatsgewalt ist und dass Bayern ein Rechts-, Kultur- und Sozialstaat ist. Die Verfassung bekennt sich zu einem geeinten Europa und zur Gewaltenteilung. In den weiteren Artikeln des ersten Abschnitts werden die Bayerische Staatsangehörigkeit, die Staatsbürgerschaft sowie die Gliederung des Staatsgebiets in Regierungsbezirke (die in der Verfassung „Kreise“ genannt werden), Landkreise (in der Verfassung „Bezirke“ genannt) und Gemeinden mit der Garantie der kommunalen Selbstverwaltung behandelt.
Mit der Bestimmung in Artikel 2 wird das Volk zum Träger der Staatsgewalt. Diese Formulierung unterscheidet sich zum einen von der der Weimarer Reichsverfassung: „Die Staatsgewalt geht vom Volke aus“, zum anderen von der autoritären, von Linken als klerikalfaschistisch bezeichneten österreichischen Maiverfassung: „Im Namen Gottes, des Allmächtigen, von dem alles Recht ausgeht …“ Sie macht deutlich, dass die bayerische Verfassung zum einen an der Volkssouveränität im demokratischen Sinne keinen Zweifel lässt, zum anderen aber die Frage nach der ursprünglichen Herleitung und Legitimation der Staatsgewalt, vor dem christlichen Hintergrund der Verfassungsväter anscheinend bewusst, offenlässt.
Die weiteren Abschnitte widmen sich dem politischen System Bayerns: Der Reihe nach werden Zusammensetzung, Rechte und Aufgaben des Landtags, (bis zu seiner Abschaffung) des Senats, der Staatsregierung und des Verfassungsgerichtshofs festgelegt, der Verlauf des Gesetzgebungsverfahrens geregelt und Verwaltung, Rechtspflege und Beamtenwesen abgehandelt.
Zum politischen System ist als Besonderheit die Volksgesetzgebung durch Volksbegehren und Volksentscheide anzumerken, außerdem die bayerische Lösung zur Verantwortlichkeit der Staatsregierung gegenüber dem Landtag: Ein Misstrauensvotum gibt es nicht, jedoch ist der (zu Beginn der Wahlperiode vom Landtag gewählte) Ministerpräsident verpflichtet zurückzutreten, „wenn die politischen Verhältnisse ein vertrauensvolles Zusammenarbeiten zwischen ihm und dem Landtag unmöglich machen.“ Der Landtag kann sich mit einer einfachen absoluten Mehrheit selbst auflösen und per Volksbegehren und Volksentscheid „abberufen“ werden.

### Zweiter Hauptteil: Grundrechte und Grundpflichten
Im zweiten Hauptteil werden die „Grundrechte und Grundpflichten“ behandelt. Die Verfassung verbietet Einschränkungen der Grundrechte, außer „wenn die öffentliche Sicherheit, Sittlichkeit, Gesundheit und Wohlfahrt es zwingend erfordern“. Dem Verfassungsgerichtshof wird das Recht zugesprochen, Gesetze und Verordnungen für nichtig zu erklären, die ein Grundrecht verfassungswidrig einschränken.
Die Verfassung garantiert die klassischen Grundrechte der Menschenwürde, der persönlichen Freiheit und allgemeinen Gleichheit, der Freizügigkeit, der Glaubens- und Gewissensfreiheit, der Meinungs-, Presse- und Rundfunkfreiheit und des Privateigentums. Darüber hinaus garantiert sie das Prinzip nulla poena sine lege, das Recht auf Asyl, die Unverletzlichkeit der Wohnung, das Brief-, Post- und Fernmeldegeheimnis, die Forschungs-, Versammlungs- und Vereinigungsfreiheit sowie das Petitionsrecht. Im Artikel 123 ist zusätzlich ein Recht auf angemessene Besteuerung verankert. Allerdings gewährt die Bayerische Verfassung kein Grundrecht auf effektiven Rechtsschutz, wie ihn das Grundgesetz in Art. 19 Abs. 4 GG gewährt.
Im Unterschied zu vielen anderen Verfassungen enthält die Bayerische Verfassung auch eine Reihe programmatischer Grundpflichten der Bürger, so die allgemeine „Treuepflicht gegenüber Volk und Verfassung“, das Verbot des Völker- und Rassenhasses, die Pflicht zur Übernahme von Ehrenämtern sowie eine gegenseitige Hilfspflicht bei „Unglücksfällen, Notständen und Naturkatastrophen und im nachbarlichen Verkehr“.

### Dritter Hauptteil: Das Gemeinschaftsleben
Der dritte Hauptteil regelt das „Gemeinschaftsleben“. Der erste Abschnitt regelt „Ehe, Familie und Kinder“ und stellt Ehe und Familie als „natürliche und sittliche Grundlagen der menschlichen Gemeinschaft“ unter den besonderen Schutz des Staates.
Der zweite Abschnitt befasst sich mit Bildung und Schule, dem Schutz der natürlichen Lebensgrundlagen und der kulturellen Überlieferung. Er regelt die Schulpflicht, die Unentgeltlichkeit des Unterrichts, die staatliche Schulaufsicht sowie die obersten Bildungsziele („Die Schulen sollen nicht nur Wissen und Können vermitteln, sondern auch Herz und Charakter bilden. Oberste Bildungsziele sind Ehrfurcht vor Gott, Achtung vor religiöser Überzeugung und vor der Würde des Menschen, Selbstbeherrschung, Verantwortungsgefühl und Verantwortungsfreudigkeit, Hilfsbereitschaft und Aufgeschlossenheit für alles Wahre, Gute und Schöne und Verantwortungsbewusstsein für Natur und Umwelt. Die Schüler sind im Geiste der Demokratie, in der Liebe zur bayerischen Heimat und zum deutschen Volk und im Sinne der Völkerversöhnung zu erziehen.“) Der 1968 neu gefasste Artikel 135, wonach die Schüler nach den Grundsätzen der christlichen Bekenntnisse unterrichtet und erzogen werden, wurde verfassungsgerichtlich dahingehend ausgelegt, dass er losgelöst von konkreten Glaubensinhalten die in der Verfassung verankerte christlich-abendländische Wertewelt umschreibe.
In weiteren Artikel wird das Selbstverwaltungsrecht der Hochschulen garantiert, der Staat zur Förderung von Wissenschaft und Kunst verpflichtet. Der Artikel 141 verankert den Schutz der natürlichen Lebensgrundlagen, weist der öffentlichen Hand die Aufgabe des Denkmal- und Naturschutzes zu und garantiert der Allgemeinheit den freien Zugang zu Naturschönheiten und die Erholung in der freien Natur (siehe Schwammerlparagraph).
Der dritte Abschnitt umfasst die Themen Religion und Religionsgemeinschaften; die Normierungen gewährleistet die Freiheit der Religionsgemeinschaften, denen die Rechtsfähigkeit nach den Vorschriften des bürgerlichen Rechts sowie der Status als Körperschaft des öffentlichen Rechts verbunden mit dem Recht zur Erhebung von Kirchensteuern gewährt wird.
Die Geistlichen genießen bei der Erfüllung ihrer Amtspflichten den Schutz des Staates, Beichtgeheimnis, Eigentum der Religionsgemeinschaften und Schutz der Sonn- und Feiertage sowie die Mitsprache der Religionsgemeinschaften bei Beerdigungen werden gewährleistet. Den Religionsgemeinschaften wird das Recht auf Anstaltsseelsorge zugesprochen, die Kirchen haben darüber hinaus das Recht, ihre Geistlichen auf eigenen kirchlichen Hochschulen auszubilden. Die theologischen Fakultäten an den staatlichen Hochschulen werden garantiert.

### Vierter Hauptteil: Wirtschaft und Arbeit
Der vierte Hauptteil ist mit „Wirtschaft und Arbeit“ überschrieben. Der erste Abschnitt gibt den Rahmen der Wirtschaftsordnung. Alle wirtschaftliche Tätigkeit wird unter Wahrung der Vertragsfreiheit programmatisch an das Gemeinwohl, insbesondere an die „Gewährleistung eines menschenwürdigen Daseins für alle“ und die „allmähliche Erhöhung der Lebenshaltung aller Volksschichten“, gebunden. Die Bestimmung, dass die „geordnete Herstellung und Verteilung der wirtschaftlichen Güter zur Deckung des notwendigen Lebensbedarfes der Bevölkerung […] vom Staat überwacht“ wird, ist aus der historischen Entstehungssituation der Verfassung erklärbar. Kartelle und Monopole, „welche die Ausbeutung der breiten Massen der Bevölkerung oder die Vernichtung selbständiger mittelständischer Existenzen bezwecken“, werden verboten. Die Verfassung garantiert die Selbstverwaltung der Wirtschaft und spricht kleinen und mittelständischen Betrieben einen besonderen Schutz durch Gesetzgebung und Verwaltung zu.
Der zweite Abschnitt zum Eigentum legt die Sozialbindung des Privateigentums und die Möglichkeit der Enteignung in gesetzlich vorgesehenen Fällen fest. Das Eigentum an Bodenschätzen und Einrichtungen der allgemeinen Daseinsvor- und -fürsorge „steht in der Regel Körperschaften oder Genossenschaften des öffentlichen Rechtes zu“ – eine Vorschrift, die insofern keine großen Auswirkungen hatte, als in der Nachkriegszeit der überwiegende Teil der angesprochenen Einrichtungen bereits in Staatsbesitz war. Diese Bestimmung fand also ebenso wenig Anwendung wie die Möglichkeit, „lebenswichtige Produktionsmittel, Großbanken und Versicherungsunternehmen“ in Gemeineigentum überführen zu können, „wenn die Rücksicht auf die Gesamtheit es erfordert“.
Der Landwirtschaft ist der dritte Abschnitt gewidmet. Er gewährleistet das bäuerliche Eigentum an Grund und Boden und bestimmt, dass „Bauernland seiner Zweckbestimmung nicht entfremdet werden“ soll. Artikel 164 gewährleistet programmatisch ein menschenwürdiges Auskommen für die landwirtschaftliche Bevölkerung.
Der vierte Abschnitt stellt die Arbeit als Quelle des Volkswohlstandes unter den besonderen Schutz des Staates. Die menschliche Arbeitskraft soll als „wertvollstes wirtschaftliches Gut eines Volkes gegen Ausbeutung, Betriebsgefahren und sonstige gesundheitliche Schädigungen geschützt“ werden. Dazu enthält die Verfassung den Anspruch auf angemessenes Entgelt, das Recht auf notwendige Fürsorge, Sozialversicherung, Arbeitsschutzgesetzgebung, Erholung sowie inner- und überbetriebliches Mitbestimmungsrecht.
Die Koalitionsfreiheit wird gewährleistet, Tarifverträge können bei Bedarf für allgemeinverbindlich erklärt werden.

### Schluss- und Übergangsbestimmungen
Den letzten Teil des Verfassungstextes bilden die Schluss- und Übergangsbestimmungen, die weitgehend ausschließlich in der Nachkriegszeit von Bedeutung waren. Artikel 178 enthält die Bestimmung, dass Bayern einem künftigen deutschen demokratischen Bundesstaat beitreten werde, Artikel 180 ermächtigt die Staatsregierung in der Zwischenzeit, Gemeinschaftseinrichtungen deutscher Länder und Zonen beizutreten. Artikel 179 erklärt auf Druck der amerikanischen Militärregierung, dass Körperschaften und Selbstverwaltungsorgane der Wirtschaft keine Hoheitsbefugnisse wahrnehmen dürfen. Darüber hinaus wird das Recht Bayerns, im Rahmen seiner Zuständigkeit Staatsverträge abzuschließen, bestätigt, die Weitergeltung alter Staatsverträge bekräftigt, ein Anspruch auf Wiedergutmachung für Verfolgte des NS-Regimes gewährleistet und bestimmt, dass die Entnazifizierungsgesetze in ihrer Gültigkeit nicht von der Verfassung eingeschränkt werden.
Artikel 186 hebt die Bayerische Verfassung des Jahres 1919 auf und schreibt die Fortgeltung sonstigen bestehenden Rechts und früherer Anordnungen vor, soweit sie der Verfassung nicht entgegenstehen.
Die letzten beiden Artikel schließlich bestimmen, dass alle Angehörigen des öffentlichen Dienstes auf die Bayerische Verfassung zu vereidigen sind und dass jeder Schüler vor Beendigung seiner Schulpflicht einen Abdruck der Verfassung ausgehändigt bekommt.